# ヤンタルヌイ
ヤンタルヌイ（ヤンタールヌイ、ロシア語: Янта́рный, ラテン文字転写: Yantarny）は、ロシア西部飛び地のカリーニングラード州西部にある都市型集落（町）。1945年以前はドイツ領東プロイセンに属し、ドイツ語でパルムニッケン（Palmnicken, リトアニア語: Palvininkai, ポーランド語: Palmniki）といった。琥珀の産地として知られる。

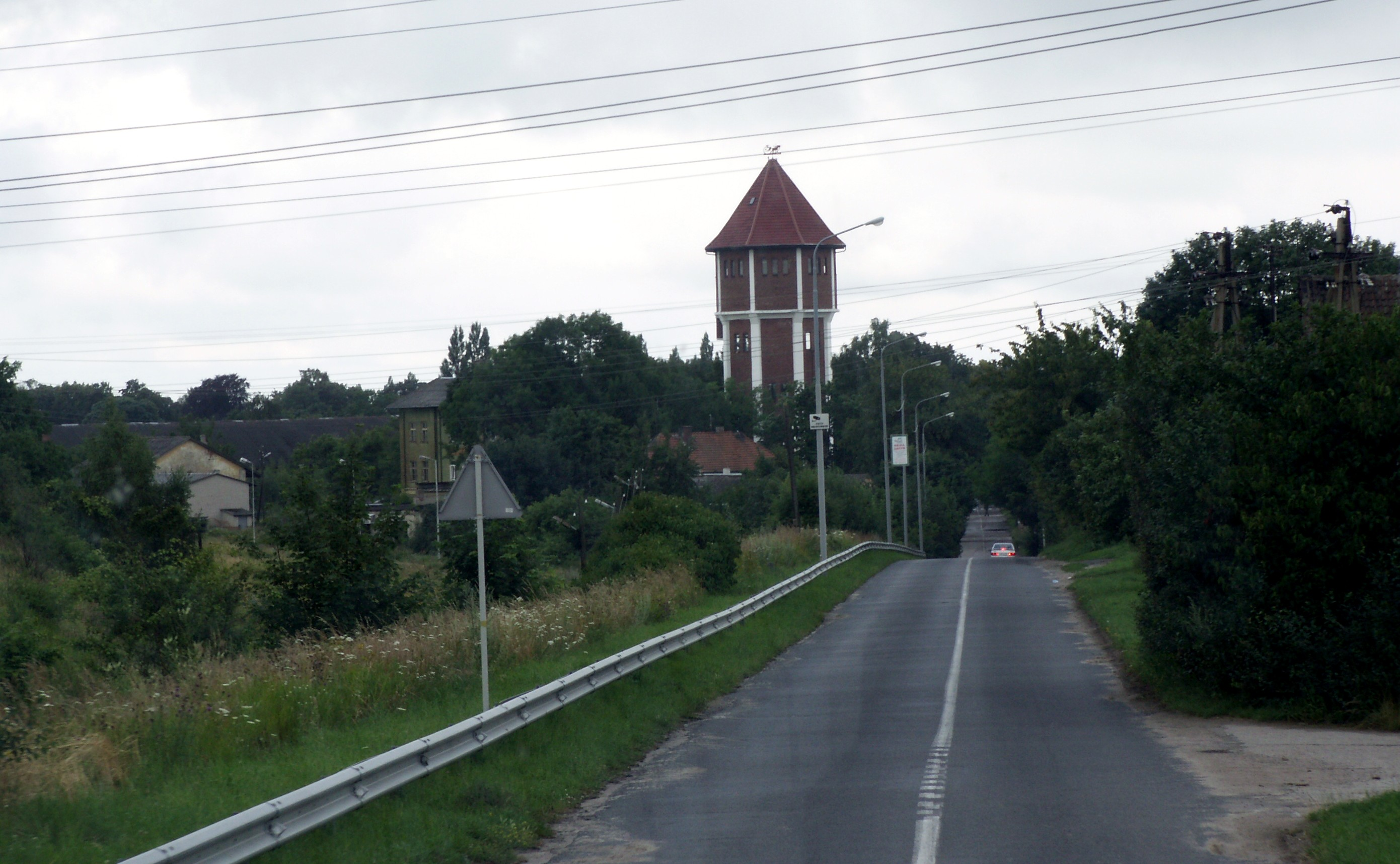
ヤンタルヌイ

サンビア半島の先端近くにある、バルト海に面した町で、州都カリーニングラードの40 km北西にある。近くの町は、北にあるドンスコエ（グロース・ディルシュカイム Groß Dirschkeim）および南にあるプリモルスク（旧フィッシュハウゼン Fischhausen）。
人口は2004年で5,400人ほど。2002年国勢調査で5,455人、1989年ソ連国勢調査では4,948人。1939年の人口は3,079人であった。

## 歴史

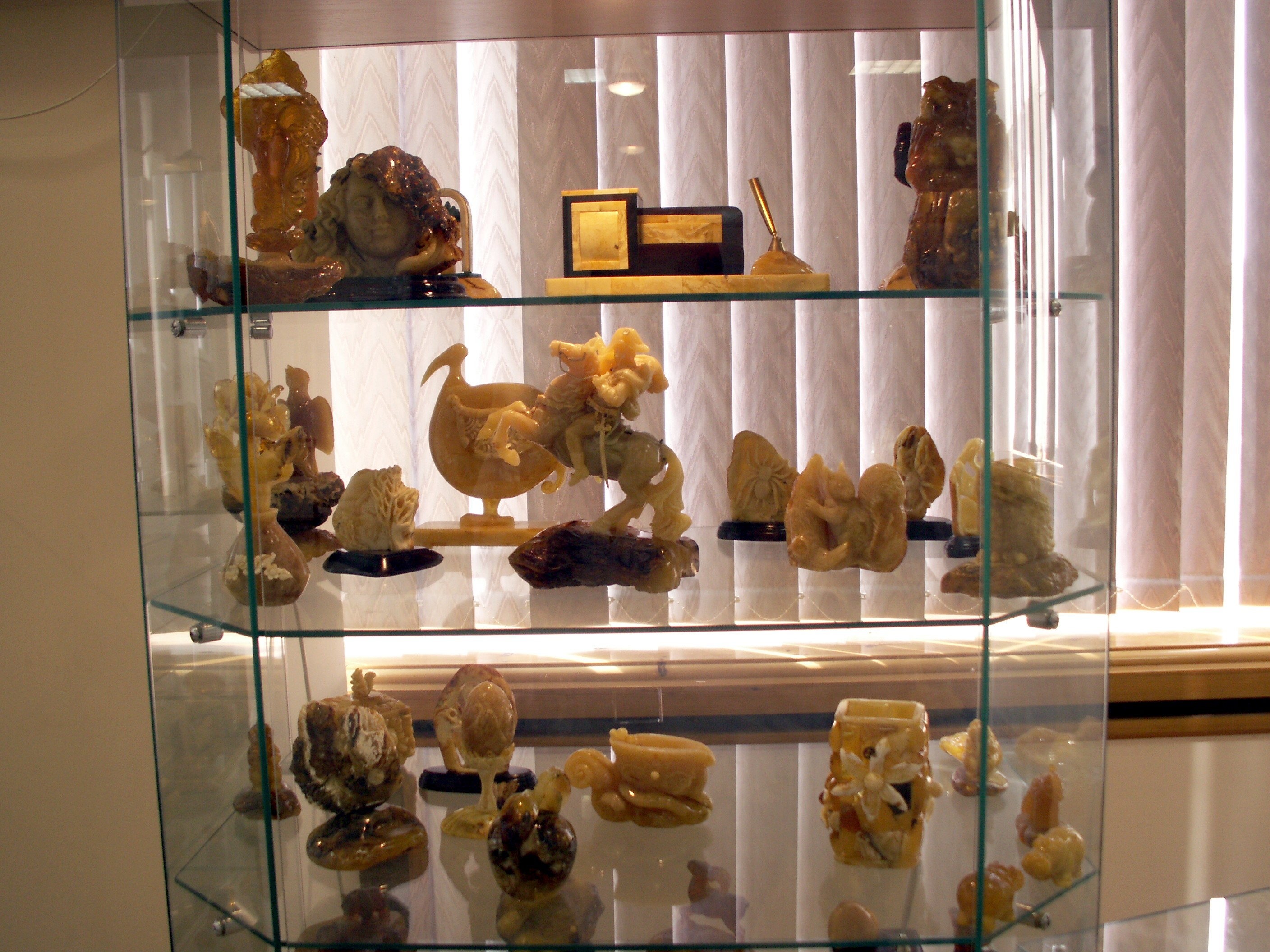
ヤンタルヌイの琥珀博物館

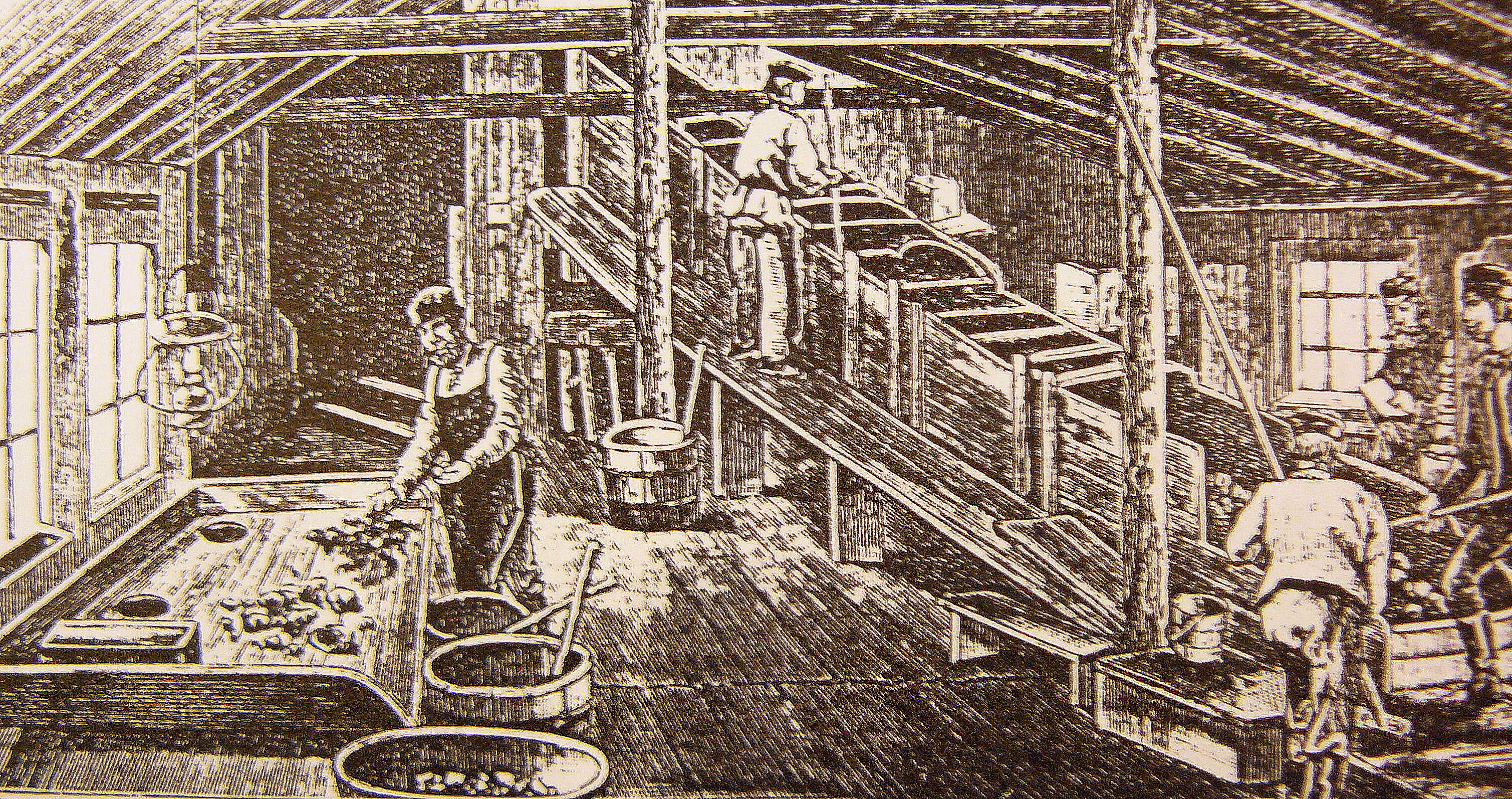
パルムニッケンでの、スタンティエン・ウント・ベッカー社による琥珀生産

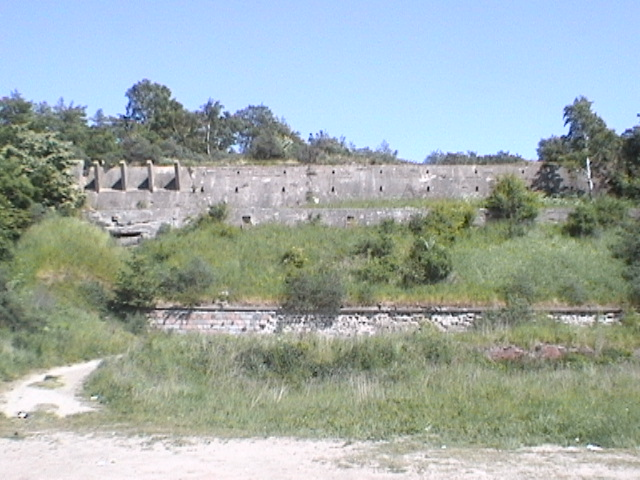
ヤンタルヌイに残る「アンナ」鉱山の跡地

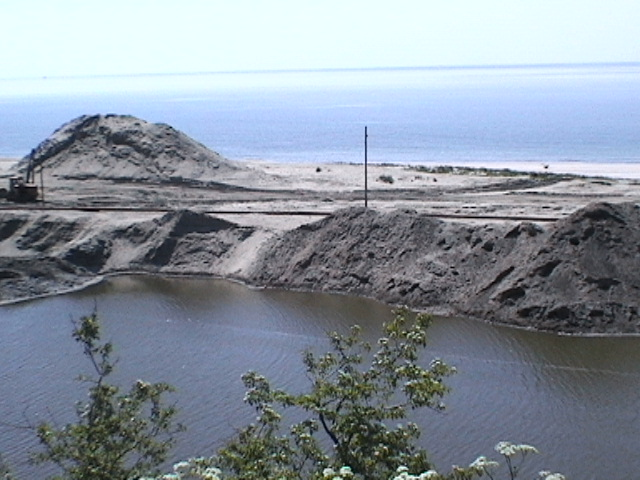
かつての露天掘り鉱山の跡は池になっている（手前）。奥はバルト海

### ドイツ時代
ヤンタルヌイは1234年、プルーセン人の集落の場所にドイツ騎士団が新たに建てた集落がもとになっている。ドイツ騎士団はこの集落にパルヴェニッケン（Palwenicken）と名付けたが、後にパルムニッケンへと変化した。1525年にはドイツ騎士団国の世俗化に伴い、プロシア公領の一部となった。パルムニッケンは三十年戦争では6年間に渡りスウェーデン軍の占領下にあった。また七年戦争では1758年から1762年までロシア軍の占領を受けている。1818年の地方行政改革でパルムニッケンはフィッシュハウゼン郡の一部となった。
1827年にはパルムニッケンで琥珀産出の産業化が始まった。20世紀初頭には海辺のスパ・リゾートとしても開発された。1939年には人口は3,079人を数えている。第二次世界大戦の末期、赤軍の東プロイセン攻勢によって、1945年4月上旬にパルムニッケンは赤軍に占領された。
大戦末期の1945年1月、赤軍の接近により、シュトゥットホーフ強制収容所の東プロイセンにあった支所は閉鎖され、その収容者がケーニヒスベルクを経て海辺のパルムニッケンへ移送された。13,000人いた収容者は、パルムニッケンへの過酷な行進で3,000人にまで減っていた。彼らは琥珀採掘用トンネルに収容される予定だったが、琥珀鉱山の所有者の反対によりこの計画は頓挫した。収容者たちを管理する親衛隊は、1月31日の夜に彼らをパルムニッケンの海岸に連れ出し、ライフルで脅しながらバルト海に向かって行進させた。多くが溺死し、15人だけが生き残っている。

### ソ連以後
東プロイセンの北部はソビエト連邦に割譲され、ドイツ人住民は追放され西ドイツへ逃れた。代わりにロシア人をはじめベラルーシ人、ウクライナ人、タタール人などが転入してきた。パルムニッケンはロシア語で琥珀を意味するヤンタルにちなんでヤンタルヌイ（琥珀の町）と改名された。

## 琥珀産業
ドイツ騎士団の時代以前から、サンビア半島のバルト海岸（「琥珀海岸」）では琥珀の採集が行われていた。ドイツ騎士団は琥珀交易を独占し、プロシアの富の源泉となった。16世紀には、海岸沿いで集められた琥珀はパルムニッケンに集められ、ここで選別された後、さらなる加工のためにケーニヒスベルクへと送られていった。
1818年以降、琥珀の採集権は賃貸借された。1858年にはシュタンティエン・ウント・ベッカー社（Stantien & Becker）が設立された。同社は世界初の琥珀の露天掘り鉱山を開発したが、琥珀採掘の大部分は地下に坑道を掘る方式で行われた。主な鉱山には「アンナ」（"Anna"）と「ヘンリエッテ」（"Henriette"）があった。当初、これら鉱山は年間に50トンの琥珀を産出したが、1937年の時点では鉱山は国営の鉱業企業、プロイセン鉱山製錬株式会社（Preußische Bergwerks- und Hütten AG）により運営され、700人の労働者を雇用して年間650トンを産出するようになっていた。
ソ連時代、この地ではルースキー・ヤンタル社が生産を続け、年間600トンの琥珀を採掘していた。しかし2002年、資源保護や環境保護の観点から、ロシア連邦政府の当局が採掘を中止させている。その数年後、古い露天掘り鉱山の近くに新しい露天掘り鉱山「プリモルスコエ」が作られ、2008年には年間500トンの琥珀を生産している。